# Isaac Osei
Isaac Osei (* 29. März 1951 in Kumasi) ist ein ghanaischer Parlamentsabgeordneter, ehemaliger Diplomat und Kakaofunktionär. 

## Leben

### Ausbildung, Beruf und Familie
Isaac Osei war der Sohn eines Geschäftsmanns und „Nkosuohene“ (ehrenamtlicher Entwicklungschef einer Region), der insgesamt zwanzig Kinder hatte. Er besuchte die Achimota School, eine weiterführende Schule in der Greater Accra Region. Danach absolvierte er ein Studium an der Universität von Ghana, das er 1973 mit dem Bachelor of Science der Wirtschaftswissenschaft abschloss. 1976 studierte er am Economic Association Wirtschaftsinstitut der University of Colorado Boulder und erlangte 1977 den Master der Entwicklungsökonomie am Williams College.
In den 1970er Jahren war Osei kurzzeitig als Assistent im Bereich Wirtschaftsplanung für das ghanaische Finanz- und Wirtschaftsministerium tätig. Nach Auslandsaufenthalten und Studium kehrte er 1977 nach Ghana zurück und hatte bis 1982 verschiedene Positionen bei der Ghana Tourist Development Company inne.
Später arbeitete Osei als Berater in Wirtschaftsfragen, sowohl für private Unternehmen als auch die ghanaische Regierung, die United States Agency for International Development, die Weltbank, die Konferenz der Vereinten Nationen für Handel und Entwicklung und andere Organisationen. Er war Gründer und Geschäftsführer des Beratungsunternehmens Ghanexim Economic Consultants Limited. Vor seiner Ernennung zum Hochkommissar leitete er die Geschäfte von Intravenous Infusions Limited (IIL).
Isaac Osei ist verheiratet und hat fünf Kinder.

### Diplomatischer und politischer Werdegang
Von September 2001 bis März 2006 war Osei Hochkommissar in London. Parallel leitete er von 2002 bis 2004 die Geschäftsführende Abteilung des Ghana Commonwealth Secretariat. Von 13. April 2006 bis Dezember 2008 war er als Chief Executive Officer des Cocoa Marketing Board tätig.
Am 7. Dezember 2012 wurde er bei den Parlaments- und Präsidentschaftswahlen in Ghana 2012 im Wahlkreis Subin (Ashanti Region) in das Parlament von Ghana gewählt. Nach der Wahl 2008 ist das seine zweite Amtszeit im Parlament. Er vertritt dort die New Patriotic Party (NPP), welche sich in der Oppositionsrolle befindet. Er ist Mitglied im Ausschuss für Strategien der Armutsbekämpfung sowie im Ausschuss für Außenpolitik.